# Todd Brunson
Todd Alan Brunson (El Paso, 7 agosto 1969) è un giocatore di poker statunitense, figlio della leggenda del poker Doyle.

## Poker
Alle WSOP del 2005 ha vinto un braccialetto nel torneo Omaha High Low, diventando la prima coppia padre-figlio ad ottenere un braccialetto a testa. Todd ha contribuito a scrivere il secondo libro del padre (Super System 2), scrivendo la parte riguardante il Seven Card Stud High Low Eight or Better.
Ad agosto 2016, il totale delle sue vincite nei tornei live si attesta pari a $4,291,671, di cui $1,776,965 vinti alle WSOP.

## Braccialetti delle World Series of Poker
| Anno | Torneo                      | Premio (US$) |
| ---- | --------------------------- | ------------ |
| 2005 | $2,500 Omaha High-Low Split | $255,945     |